# گلگا تپه
گلگا تپه مربوط به عصر آهن است و در حومه مهاباد واقع شده‌است. این اثر در تاریخ ۲۴ شهریور ۱۳۱۰ با شمارهٔ ثبت ۱۱ به‌عنوان یکی از آثار ملی ایران به ثبت رسیده‌است.